# الموسيقيون الثلاثة (لوحة فنية)
الموسيقيون الثلاثة هي لوحة زيتية للفنان دييغو فيلاثكيث انتهى من رسمها عام 1616. اللوحة تصور ثلاثة شبان مجتمعون حول طاولة العشاء ويلعبون الموسيقى.